# Kasteel van Bazoches
Het van oorsprong feodale Kasteel van Bazoches (Frans: Château de Bazoches) is gelegen op een beboste helling bij een oude Romaanse post bij het Franse dorpje Bazoches, en is goed zichtbaar vanuit Vézelay op 10 km afstand.
Het kasteel werd in 1180 gebouwd door Jean de Bazoches. In de loop van de jaren heeft het verschillende eigenaren gehad tot in 1675 koning Lodewijk XIV het Château aan Sébastien Le Prestre de Vauban schenkt. Vauban bracht er als militair ontwerper, vele veranderingen aan en maakte van het kasteel een militair garnizoen. Vauban gebruikte het kasteel voor studies en tekeningen van 300 vestingen en versterkte steden en ontwikkelde aanval- en defensiemethodes voor vestingwerken.
De huidige eigenaars, nakomelingen van de oudste dochter van de Maréchal, Charlotte de Vauban, hebben veel weelderig meubilair van hun beroemde voorvader bewaard. Het Château is aangewezen als historisch monument en is gedeeltelijk te bezichtigen.